# Storia della virologia

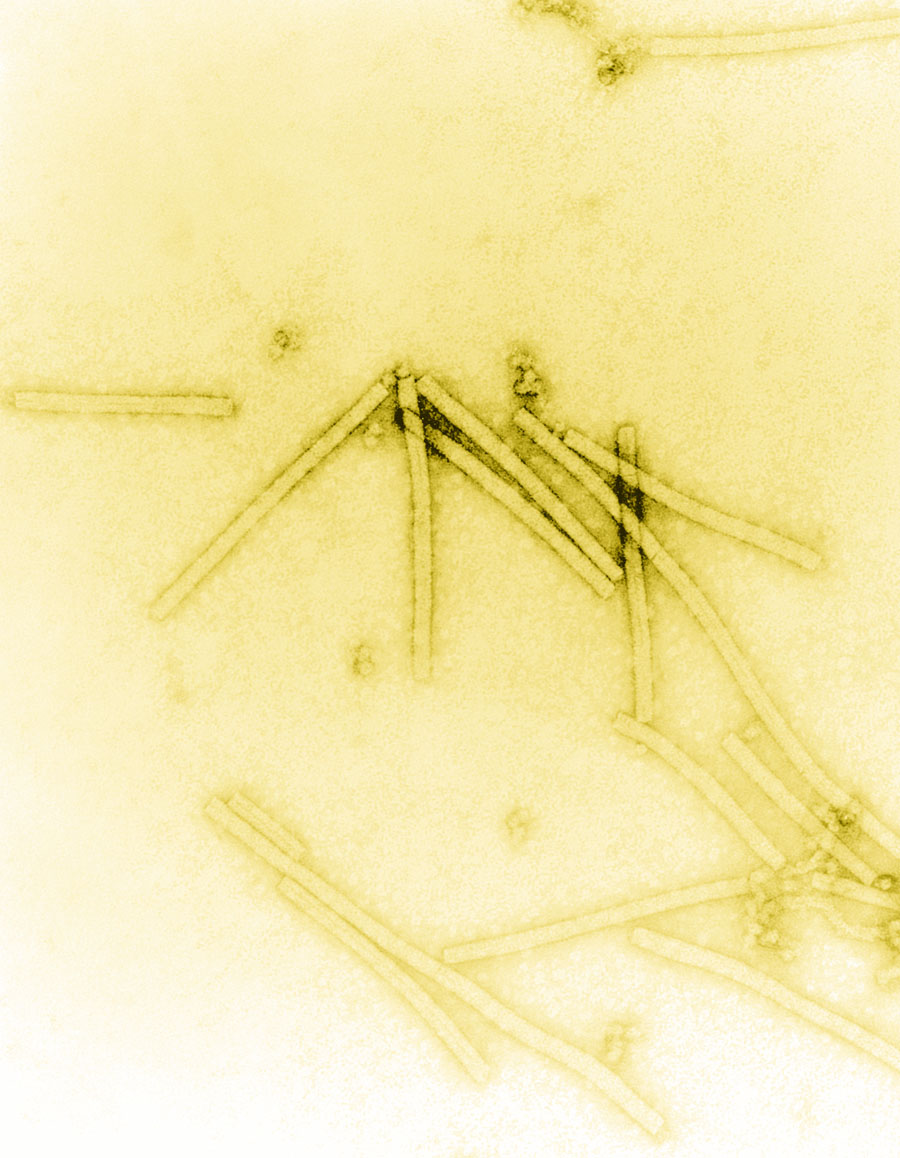
Micrografia elettronica delle particelle a forma di bastoncino del virus del mosaico del tabacco che sono troppo piccole per essere viste con un microscopio ottico

La storia della virologia – lo studio scientifico dei virus e delle infezioni che provocano –inizia negli ultimi anni del XIX secolo. Sebbene Louis Pasteur ed Edward Jenner abbiano sviluppato i primi vaccini per proteggere dalle infezioni virali, non sapevano che esistessero i virus. La prima prova dell'esistenza dei virus è arrivata da esperimenti con filtri che avevano pori abbastanza piccoli da trattenere i batteri. Nel 1892, Dmitri Ivanovsky utilizzò uno di questi filtri per dimostrare che la linfa di una pianta di tabacco malata rimaneva infettiva per le piante di tabacco sane nonostante fosse stata filtrata. Martinus Beijerinck chiamò la sostanza infettiva filtrata un "virus" e questa scoperta è considerata l'inizio della virologia.
La successiva scoperta e la parziale caratterizzazione dei batteriofagi da parte di Frederick Twort e Félix d'Herelle hanno ulteriormente catalizzato il campo e all'inizio del XX secolo sono stati scoperti molti virus. Nel 1926, Thomas Milton Rivers definì i virus come parassiti obbligati. Wendell Meredith Stanley ha dimostrato che i virus sono particelle, piuttosto che un fluido, e l'invenzione del microscopio elettronico nel 1931 ha permesso di visualizzare le loro complesse strutture.

## Pionieri

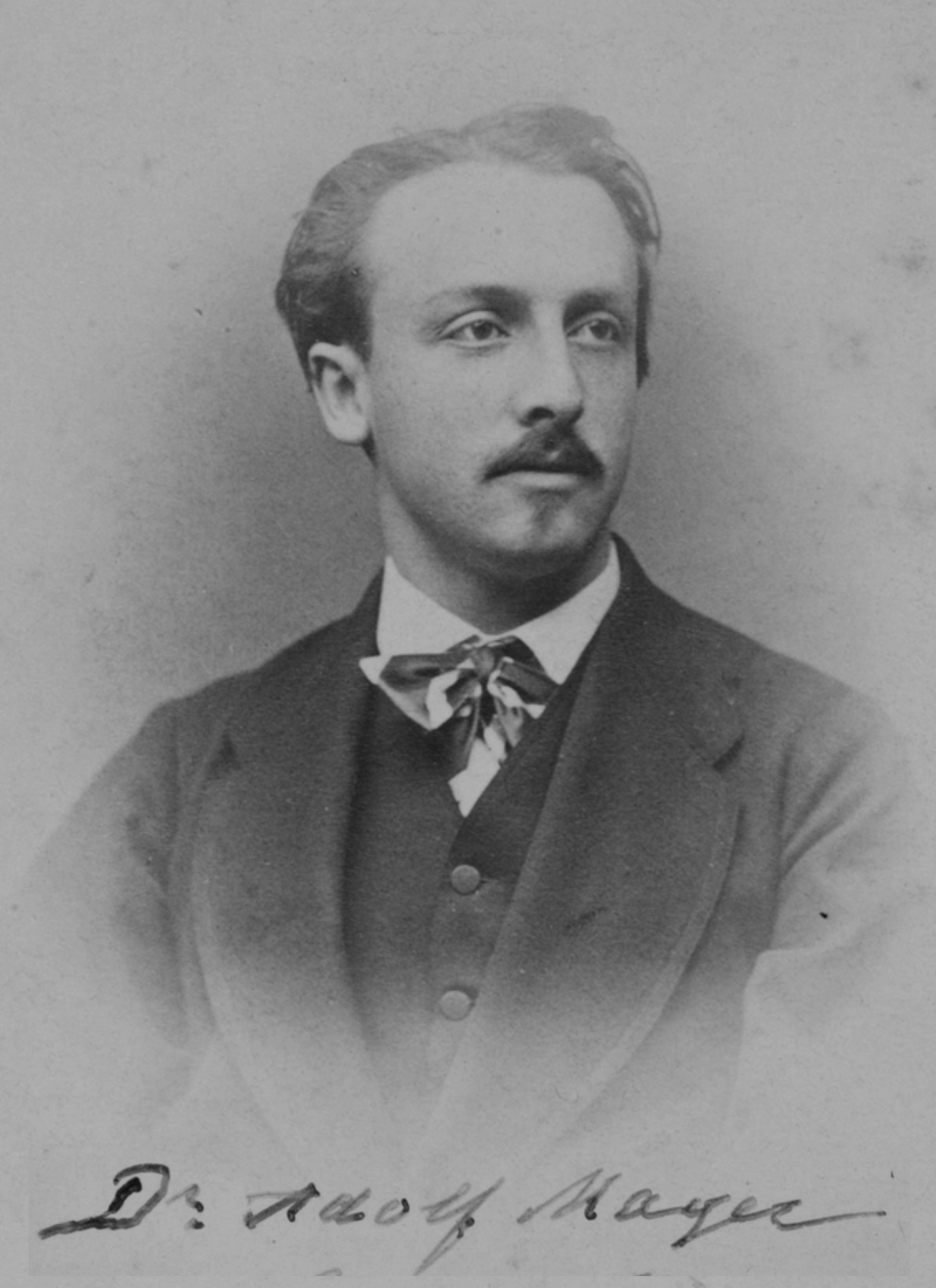
Adolf Mayer nel 1875

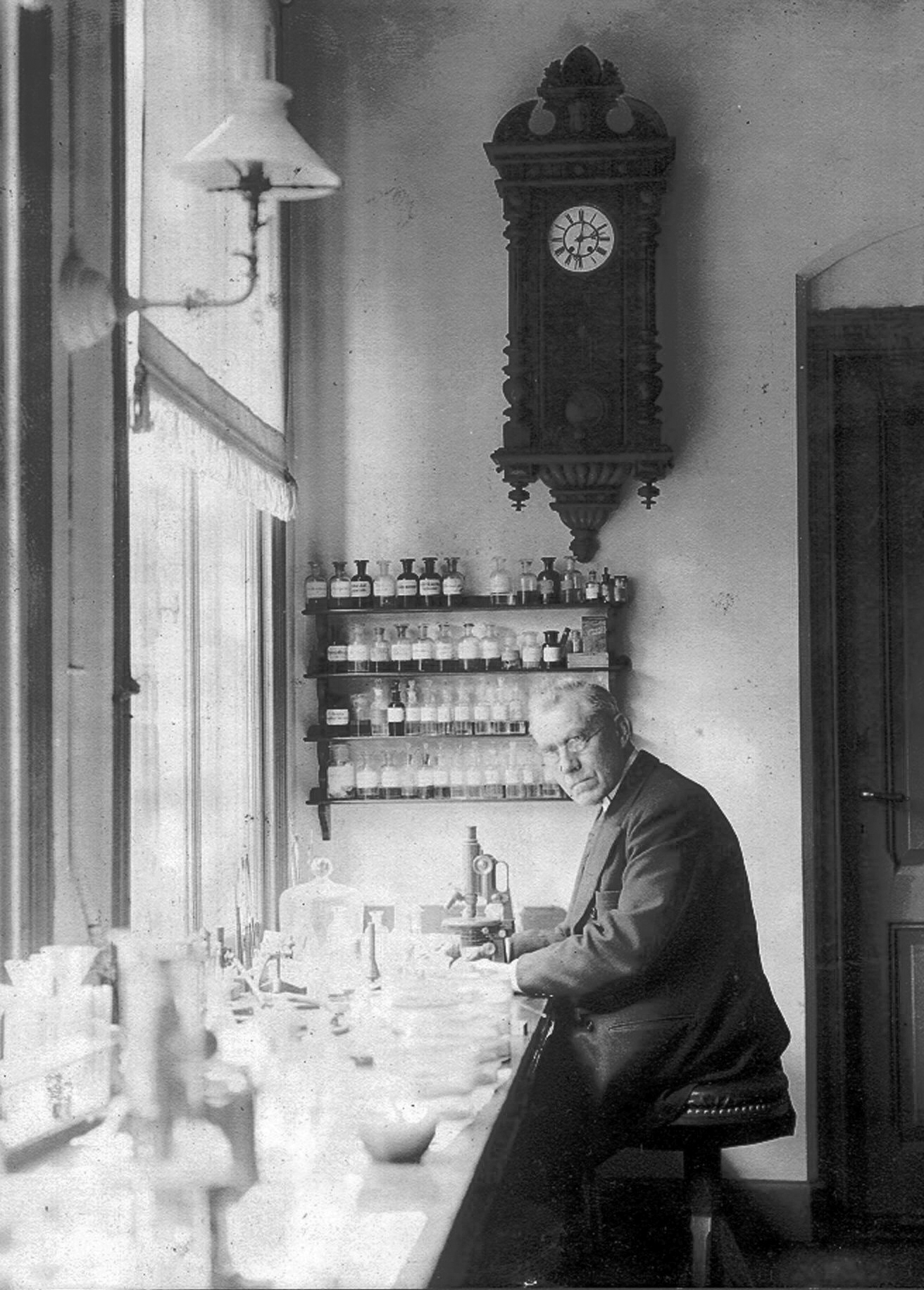
Martinus Beijerinck nel suo laboratorio nel 1921.

Nonostante i suoi altri successi, Louis Pasteur (1822-1895) non fu in grado di trovare un agente eziologico per la rabbia e ipotizzò un agente patogeno troppo piccolo per essere rilevato utilizzando un microscopio. Nel 1884, il microbiologo francese Charles Chamberland (1851-1931) inventò un filtro - noto oggi come filtro di Chamberland - che aveva pori più piccoli dei batteri. Quindi, poté far passare una soluzione contenente batteri attraverso il filtro e rimuoverli completamente dalla soluzione.
Nel 1876, Adolf Mayer, che diresse la Stazione Sperimentale Agricola di Wageningen, fu il primo a dimostrare che quella che chiamava "Malattia del mosaico del tabacco" era contagiosa. Pensava che fosse causato da una tossina o da un batterio molto piccolo. Più tardi, nel 1892, il biologo russo Dmitry Ivanovsky (1864-1920) utilizzò un filtro Chamberland per studiare quello che oggi è conosciuto come il virus del mosaico del tabacco. I suoi esperimenti hanno dimostrato che gli estratti di foglie frantumate delle piante di tabacco infette rimangono infettivi dopo la filtrazione. Ivanovsky ha suggerito che l'infezione potrebbe essere causata da una tossina prodotta da batteri, ma non ha perseguito l'idea.
Nel 1898, il microbiologo olandese Martinus Beijerinck (1851–1931), insegnante di microbiologia presso la Scuola di Agraria di Wageningen, ripeté gli esperimenti di Adolf Mayer e si convinse che il filtrato conteneva una nuova forma di agente infettivo. Osservò che l'agente si moltiplicava solo nelle cellule che si stavano dividendo e lo chiamò contagium vivum fluidum (germe vivente solubile) e reintrodusse la parola virus .  Beijerinck sostenne che i virus erano di natura liquida, una teoria in seguito screditata dal biochimico e virologo americano Wendell Meredith Stanley (1904-1971), che dimostrò che in realtà erano particelle.  Nello stesso anno, 1898, Friedrich Loeffler (1852–1915) e Paul Frosch (1860–1928) fecero passare il primo virus animale attraverso un filtro simile e scoprirono la causa dell'afta epizootica.
Il primo virus umano ad essere identificato è stato il virus della febbre gialla. Nel 1881, Carlos Finlay (1833-1915), un medico cubano, condusse e pubblicò per la prima volta una ricerca che indicava che le zanzare portavano la causa della febbre gialla, una teoria provata nel 1900 da una commissione guidata da Walter Reed (1851-1902). Durante il 1901 e il 1902, William Crawford Gorgas (1854-1920) organizzò la distruzione degli habitat di riproduzione delle zanzare a Cuba, riducendo drasticamente la prevalenza della malattia. Gorgas organizzò in seguito l'eliminazione delle zanzare da Panama, che permise l'apertura del Canale di Panama Il virus fu finalmente isolato da Max Theiler (1899-1972) nel 1932 che poi sviluppò pure un vaccino di successo.
Nel 1928 si sapeva abbastanza sui virus per consentire la pubblicazione di I Virus Filtrabili (Filterable Viruses), una raccolta di saggi su tutti i virus conosciuti a cura di Thomas Milton Rivers (1888-1962). Rivers, un sopravvissuto alla febbre tifoide contratta all'età di dodici anni, ebbe poi una brillante carriera in virologia. Nel 1926, fu invitato a parlare a un incontro organizzato dalla Society of American Bacteriology dove disse per la prima volta: "I virus sembrano essere parassiti obbligati, nel senso che la loro riproduzione dipende dalle cellule viventi".
L'idea che i virus fossero particelle non era considerata innaturale e si adattava perfettamente alla teoria dei germi. Si presume che il Dr. J. Buist di Edimburgo sia stata la prima persona a vedere particelle di virus nel 1886, quando riferì di aver visto "micrococchi" nella linfa del vaccino, sebbene avesse probabilmente osservato grumi di vaccinia . Negli anni che seguirono, man mano che i microscopi ottici furono migliorati, furono osservati "corpi di inclusione" in molte cellule infettate da virus, ma questi aggregati di particelle virali erano ancora troppo piccoli per rivelare una struttura dettagliata. Non è stato fino all'invenzione del microscopio elettronico nel 1931 da parte degli ingegneri tedeschi Ernst Ruska (1906-1988) e Max Knoll (1887-1969), che le particelle virali, in particolare i batteriofagi, hanno dimostrato di avere strutture complesse. Le dimensioni dei virus determinate utilizzando questo nuovo microscopio si adattavano bene a quelle stimate dagli esperimenti di filtrazione. Ci si aspettava che i virus fossero piccoli, ma la gamma di dimensioni è stata una sorpresa. Alcuni erano solo leggermente più piccoli dei batteri più piccoli conosciuti e i virus più piccoli erano di dimensioni simili a molecole organiche complesse.
Nel 1935, Wendell Stanley esaminò il virus del mosaico del tabacco e scoprì che era composto principalmente da proteine. Nel 1939, Stanley e Max Lauffer (1914) separarono il virus in proteine e acido nucleico, che fu dimostrato dal collega postdottorato di Stanley Hubert S. Loring essere specificamente RNA . La scoperta dell'RNA nelle particelle fu importante perché nel 1928 Fred Griffith (c.1879-1941) fornì la prima prova che il suo "cugino", il DNA, formava geni .
Ai tempi di Pasteur, e per molti anni dopo la sua morte, la parola "virus" veniva usata per descrivere qualsiasi causa di malattia infettiva. Molti batteriologi scoprirono presto la causa di numerose infezioni. Tuttavia, sono rimaste alcune infezioni, molte delle quali orribili, per le quali non è stata trovata alcuna causa batterica. Questi agenti erano invisibili e potevano essere coltivati solo in animali vivi. La scoperta dei virus ha aperto la strada alla comprensione di queste misteriose infezioni. E, sebbene i postulati di Koch non potessero essere soddisfatti per molte di queste infezioni, ciò non ha impedito ai virologi pionieri di cercare virus in infezioni per le quali non è stato possibile trovare altre cause.

## Batteriofagi

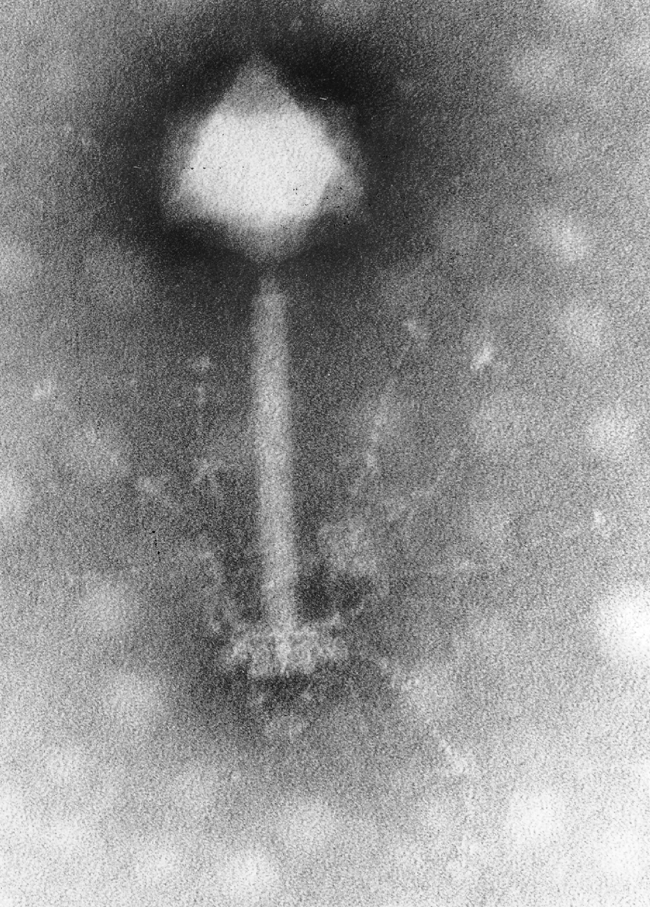
batteriofago

### Scoperta
I batteriofagi sono i virus che infettano e si replicano nei batteri. Furono scoperti all'inizio del XX secolo dal batteriologo inglese Frederick Twort (1877-1950). Ma prima di questo momento, nel 1896, il batteriologo Ernest Hanbury Hankin (1865-1939) riferì che qualcosa nelle acque del fiume Gange poteva uccidere il Vibrio cholerae, la causa del colera . L'agente nell'acqua potrebbe essere passato attraverso filtri che rimuovono i batteri ma è stato distrutto dall'ebollizione. Twort ha scoperto l'azione dei batteriofagi sui batteri stafilococchi. Notò che quando coltivate su agar nutriente alcune colonie dei batteri diventavano acquose o "vetrose". Ha raccolto alcune di queste colonie acquose e le ha passate attraverso un filtro Chamberland per rimuovere i batteri e ha scoperto che quando il filtrato veniva aggiunto a colture fresche di batteri, a loro volta diventavano acquose.  Ha proposto che l'agente potrebbe essere "un'ameba, un virus ultramicroscopico, un protoplasma vivente o un enzima con il potere di crescita".
Félix d'Herelle (1873-1949) è stato un microbiologo franco-canadese principalmente autodidatta. Nel 1917 scoprì che "un antagonista invisibile", se aggiunto ai batteri su agar, avrebbe prodotto aree di batteri morti. L'antagonista, ora noto per essere un batteriofago, potrebbe passare attraverso un filtro di Chamberland. Ha accuratamente diluito una sospensione di questi virus e ha scoperto che le diluizioni più elevate (concentrazioni di virus più basse), invece di uccidere tutti i batteri, formavano aree discrete di organismi morti. Il conteggio di queste aree e la moltiplicazione per il fattore di diluizione gli hanno permesso di calcolare il numero di virus nella sospensione originale. Si rese conto di aver scoperto una nuova forma di virus e in seguito coniò il termine "batteriofago". Tra il 1918 e il 1921 d'Herelle scoprì diversi tipi di batteriofagi che potevano infettare diverse altre specie di batteri tra cui Vibrio cholerae . I batteriofagi sono stati annunciati come un potenziale trattamento per malattie come il tifo e il colera, ma la loro promessa è stata dimenticata con lo sviluppo della penicillina .  Dall'inizio degli anni '70, i batteri hanno continuato a sviluppare resistenza agli antibiotici come la penicillina, e questo ha portato a un rinnovato interesse per l'uso dei batteriofagi per il trattamento di infezioni gravi.

### Ricerche iniziali 1920-1940
D'Herelle ha viaggiato molto per promuovere l'uso dei batteriofagi nel trattamento delle infezioni batteriche. Nel 1928 divenne professore di biologia a Yale e fondò diversi istituti di ricerca.  Era convinto che i batteriofagi fossero virus nonostante l'opposizione di batteriologi affermati come il premio Nobel Jules Bordet (1870-1961). Bordet sosteneva che i batteriofagi non erano virus ma solo enzimi rilasciati da batteri "lisogenici". Ha detto che "il mondo invisibile di d'Herelle non esiste". Ma negli anni '30, la prova che i batteriofagi erano virus fu fornita da Christopher Andrewes (1896-1988) e altri. Hanno dimostrato che questi virus differivano per dimensioni e proprietà chimiche e sierologiche. Nel 1940 fu pubblicata la prima micrografia elettronica di un batteriofago e questo mise a tacere gli scettici che avevano sostenuto che i batteriofagi erano enzimi relativamente semplici e non virus. Numerosi altri tipi di batteriofagi sono stati scoperti rapidamente e hanno dimostrato di infettare i batteri ovunque si trovino. Le prime ricerche furono interrotte dalla seconda guerra mondiale . d'Herelle, nonostante la sua cittadinanza canadese, fu internato dal governo di Vichy fino alla fine della guerra.

### Era moderna
La conoscenza dei batteriofagi è aumentata negli anni '40 in seguito alla formazione del Phage Group da parte di scienziati negli Stati Uniti. Tra i membri c'era Max Delbrück (1906–1981) che fondò un corso sui batteriofagi al Cold Spring Harbor Laboratory .  Altri membri chiave del Gruppo Phage includevano Salvador Luria (1912-1991) e Alfred Hershey (1908-1997). Durante gli anni '50, Hershey e Chase fecero importanti scoperte sulla replicazione del DNA durante i loro studi su un batteriofago chiamato T2 . Insieme a Delbruck hanno ricevuto congiuntamente il Premio Nobel 1969 per la Fisiologia o la Medicina "per le loro scoperte riguardanti il meccanismo di replicazione e la struttura genetica dei virus". Da allora, lo studio dei batteriofagi ha fornito approfondimenti sull'accensione e lo spegnimento dei geni e un meccanismo utile per introdurre geni estranei nei batteri e molti altri meccanismi fondamentali della biologia molecolare .

## Virus delle piante
Nel 1882, Adolf Mayer (1843-1942) descrisse una condizione delle piante di tabacco, che chiamò "malattia del mosaico" ("mozaïkziekte"). Le piante malate avevano foglie variegate che erano screziate. Escluse la possibilità di un'infezione fungina e non fu in grado di rilevare alcun batterio, ipotizzando che fosse coinvolto un "principio infettivo solubile, simile a un enzima". Non perseguì ulteriormente la sua idea, e furono gli esperimenti di filtrazione di Ivanovsky e Beijerinck a suggerire che la causa fosse un agente infettivo precedentemente non riconosciuto. Dopo che il mosaico del tabacco è stato riconosciuto come una malattia virale, sono state scoperte infezioni da virus di molte altre piante.
L'importanza del virus del mosaico del tabacco nella storia dei virus non può essere mai sottolineata abbastanza. Fu il primo virus ad essere scoperto e il primo ad essere cristallizzato e la sua struttura mostrata in dettaglio. Le prime immagini con cristallografia a raggi X del virus cristallizzato furono ottenute da Bernal e Fankuchen nel 1941. Sulla base delle sue immagini, Rosalind Franklin scoprì la struttura completa del virus nel 1955. Nello stesso anno, Heinz Fraenkel-Conrat e Robley Williams dimostrarono che l'RNA purificato del virus del mosaico del tabacco e il suo capside si possono assemblare da soli per formare virus funzionali, andando a suggerire che questo semplice meccanismo sia il mezzo tramite cui i virus sono prodotti all'interno delle cellule dei loro ospiti.
Nel 1935 si pensava che molte malattie delle piante fossero causate da virus. Nel 1922, John Kunkel Small (1869-1938) scoprì che gli insetti potevano agire da vettori e trasmettere virus alle piante. Nel decennio successivo fu dimostrato che molte malattie delle piante erano causate da virus veicolati da insetti e nel 1939, Francis Holmes, un pioniere della virologia vegetale, descrisse 129 virus che causavano malattie delle piante.  L'agricoltura moderna e intensiva ha fornito un ambiente ricco per molti virus delle piante. Nel 1948, in Kansas, negli Stati Uniti, il 7% del raccolto di grano fu distrutto dal virus del mosaico delle strisce di grano. Il virus è stato diffuso da acari chiamati Aceria tulipae.
Nel 1970, il virologo vegetale russo Joseph Atabekov scoprì che molti virus delle piante infettano solo una singola specie ospite. L'International Committee on Taxonomy of Viruses ora riconosce oltre 900 virus vegetali.

## XX secolo
Entro la fine del XIX secolo, i virus erano definiti in termini di infettività, capacità di filtraggio e fabbisogno di ospiti viventi. Fino a quel momento, i virus erano stati coltivati solo in piante e animali, ma nel 1906, Ross Granville Harrison (1870-1959) inventò un metodo per far crescere i tessuti nella linfa e, nel 1913, E. Steinhardt, C. Israeli, e R. A. Lambert utilizzarono questo metodo per far crescere il virus vaccinico in frammenti di tessuto corneale di cavia. Nel 1928, H. B. e M. C. Maitland coltivarono il virus vaccinico in sospensioni di reni di gallina tritati. Il loro metodo non è stato ampiamente adottato fino agli anni '50, quando il poliovirus è stato coltivato su larga scala per la produzione di vaccini. Nel 1941-42, George Hirst (1909-1994) sviluppò saggi basati sull'emoagglutinazione per quantificare un'ampia gamma di virus e anticorpi virus-specifici nel siero.

### Influenza

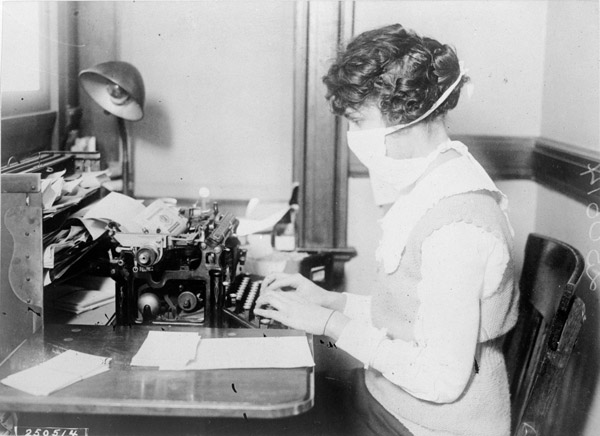
Una donna che lavorava durante l'epidemia di influenza del 1918-1919. La maschera facciale probabilmente offriva una protezione minima.

Sebbene il virus dell'influenza che causò la pandemia influenzale del 1918-1919 non fu scoperto fino agli anni '30, le descrizioni della malattia e le successive ricerche hanno dimostrato che ne era la causa.  La pandemia uccise 40-50 milioni di persone in meno di un anno, ma la prova che fu causata da un virus non è stata ottenuta fino al 1933.
Haemophilus influenzae è un batterio opportunista che segue comunemente le infezioni influenzali; ciò portò l'eminente batteriologo tedesco Richard Pfeiffer (1858-1945) a concludere erroneamente che questo batterio fosse la causa dell'influenza.  Una svolta importante avvenne nel 1931, quando il patologo americano Ernest William Goodpasture fece crescere l'influenza e molti altri virus nelle uova di gallina fecondate. Hirst identificò un'attività enzimatica associata alla particella virale, successivamente caratterizzata come neuraminidasi, la prima dimostrazione che i virus potevano contenere enzimi. Frank Macfarlane Burnet dimostrò nei primi anni '50 che il virus si ricombinava ad alte frequenze e Hirst in seguito dedusse che aveva un genoma segmentato.

### Poliomielite
Nel 1949, John F. Enders (1897–1985) Thomas Weller (1915–2008) e Frederick Robbins (1916–2003) coltivarono per la prima volta il virus della poliomielite in cellule embrionali umane in coltura, il primo virus a essere coltivato senza utilizzare tessuto animale solido o uova. Le infezioni da poliovirus più spesso causano sintomi più lievi. Questo non era noto fino a quando il virus non è stato isolato in cellule coltivate e molte persone hanno mostrato di avere avuto infezioni lievi che non hanno portato alla poliomielite. Ma, a differenza di altre infezioni virali, l'incidenza della poliomielite - la forma grave più rara dell'infezione - è aumentata nel XX secolo e ha raggiunto un picco intorno al 1952. L'invenzione di un sistema di coltura cellulare per far crescere il virus ha permesso a Jonas Salk (1914-1995) di realizzare un efficace vaccino contro la poliomielite.

### Virus di Epstein-Barr
Denis Parsons Burkitt (1911–1993) nacque a Enniskillen, nella contea di Fermanagh, in Irlanda. Fu il primo a descrivere un tipo di cancro che ora porta il suo nome  linfoma di Burkitt. Questo tipo di cancro era endemico nell'Africa equatoriale ed era il tumore maligno più comune dei bambini nei primi anni '60. Nel tentativo di trovare una causa per il cancro, Burkitt inviò cellule del tumore a Anthony Epstein (nato nel 1921) un virologo britannico, che insieme a Yvonne Barr e Bert Achong (1928-1996), e dopo molti fallimenti, scoprì nel fluido che circondava le cellule un virus che somigliava a quello dell'herpes. In seguito è stato dimostrato che era un virus dell'herpes precedentemente non riconosciuto, che ora è chiamato virus di Epstein-Barr . Sorprendentemente, il virus Epstein-Barr è un'infezione molto comune ma relativamente lieve degli europei. Il motivo per cui può causare una malattia così devastante negli africani non è completamente compreso, ma la causa potrebbe essere la ridotta immunità al virus causato dalla malaria. Il virus di Epstein-Barr è importante nella storia dei virus per essere stato il primo virus noto per causare il cancro negli esseri umani.

### Fine del XX e inizio del XXI secolo

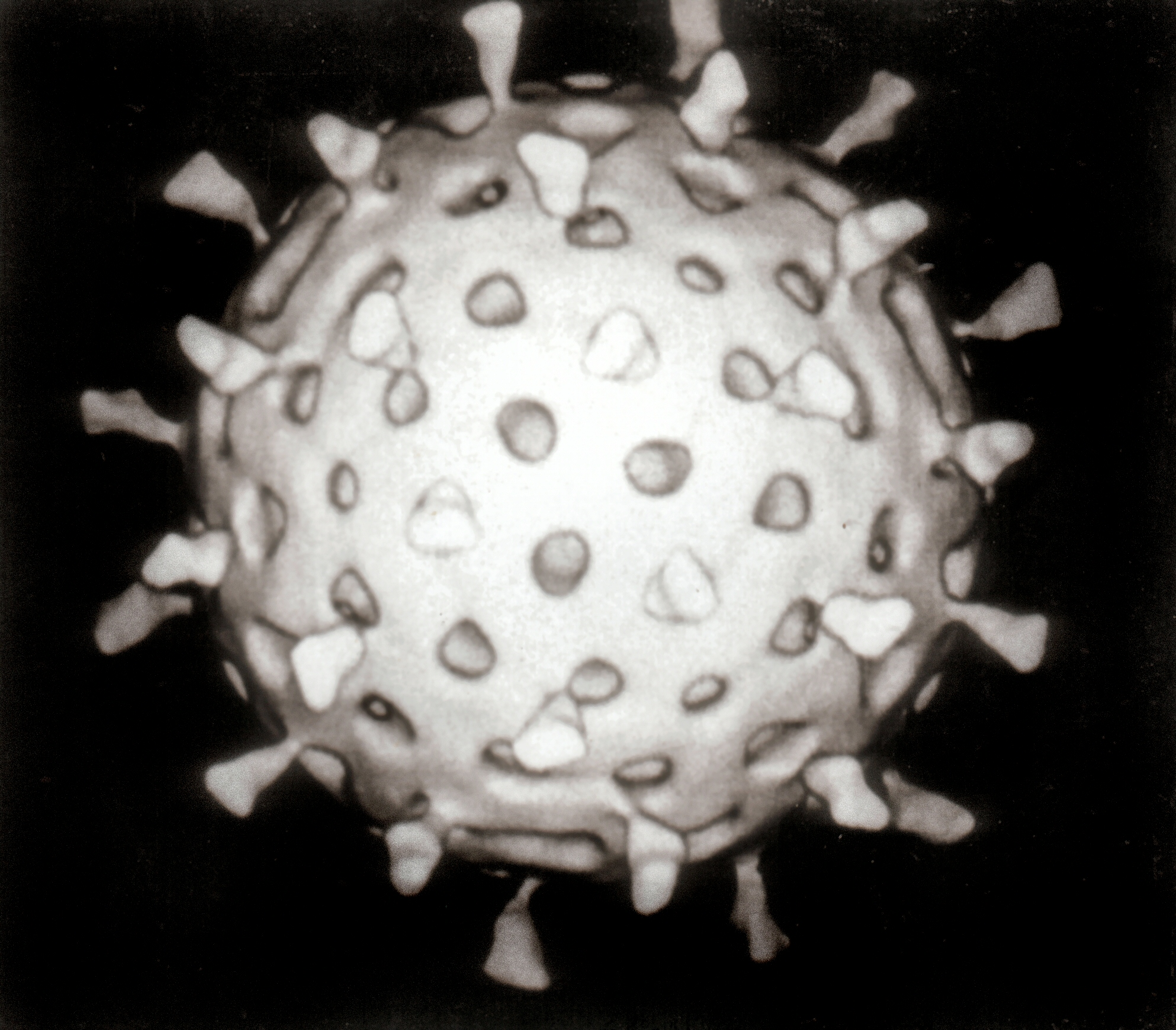
Una particella di rotavirus

La seconda metà del XX secolo è stata l'età d'oro della scoperta dei virus e durante questi anni sono state scoperte la maggior parte delle 2.000 specie riconosciute di virus animali, vegetali e batterici. Nel 1946 fu scoperta la diarrea virale bovina che è ancora probabilmente il patogeno più comune dei bovini in tutto il mondo e nel 1957 fu scoperto l'arterivirus equino. Negli anni '50, i miglioramenti nell'isolamento dei virus e nei metodi di rilevamento hanno portato alla scoperta di diversi importanti virus umani tra cui il virus della varicella zoster, i paramixovirus, – che includono il virus del morbillo e il virus respiratorio sinciziale  – e i rinovirus che causano il comune raffreddore .
Nel 1963, Baruch Blumberg (n. 1925) scoprì il virus dell'epatite B. La trascrittasi inversa, l'enzima chiave che i retrovirus usano per tradurre il loro RNA in DNA, è stata descritta per la prima volta nel 1970, indipendentemente da Howard Temin e David Baltimore (n. nel 1938). Ciò è stato importante per lo sviluppo di farmaci antivirali, un punto di svolta nella storia di queste infezioni. Nel 1983, Luc Montagnier (nato nel 1932) e il suo team presso l'Istituto Pasteur in Francia hanno isolato per la prima volta il retrovirus ora chiamato HIV. Nel 1989 il team di Michael Houghton alla Chiron Corporation scoprì l'epatite C.
Nuovi virus e ceppi di virus sono stati scoperti in ogni decennio della seconda metà del XX secolo. Queste scoperte sono continuate nel XXI secolo quando sono emerse nuove malattie virali come la SARS. Ma nonostante i risultati degli scienziati negli ultimi cento anni, i virus continuano a porre nuove minacce e sfide.
| Anno | Virus                                     | Riferimenti   |
| ---- | ----------------------------------------- | ------------- |
| 1908 | poliovirus                                | [ 65 ]        |
| 1911 | Rous sarcoma virus                        | [ 66 ]        |
| 1915 | batteriofago dello stafilococco           | [ 17 ]        |
| 1917 | batteriofago della shigella               |               |
| 1918 | batteriofago della salmonella             | [ 19 ]        |
| 1927 | virus della febbre gialla                 | [ 67 ]        |
| 1930 | virus dell'encefalite equina dell'Ovest   | [ 68 ]        |
| 1933 | virus dell'encefalite equina dell'Est     |               |
| 1934 | virus della parotite epidemica            | [ 69 ]        |
| 1935 | virus dell'enccefalite giapponese         | [ 70 ]        |
| 1943 | virus Dengue                              | [ 71 ]        |
| 1949 | enterovirus                               | [ 72 ]        |
| 1952 | virus della varicella zoster              | [ 54 ]        |
| 1953 | adenovirus                                | [ 73 ]        |
| 1954 | morbillivirus                             | [ 56 ]        |
| 1956 | paramyxovirus, rhinovirus                 | [ 55 ] [ 57 ] |
| 1958 | virus del vaiolo delle scimmie            | [ 74 ]        |
| 1962 | rubivirus                                 | [ 75 ]        |
| 1963 | virus dell'epatite B                      | [ 76 ]        |
| 1964 | virus di Epstein–Barr                     | [ 77 ]        |
| 1965 | retrovirus                                | [ 78 ]        |
| 1966 | virus Lassa                               | [ 79 ]        |
| 1967 | Marburg marburgvirus                      | [ 80 ]        |
| 1972 | norovirus                                 | [ 81 ]        |
| 1973 | rotavirus, virus dell'epatite A           | [ 82 ] [ 83 ] |
| 1975 | parvovirus B19                            | [ 84 ]        |
| 1976 | Ebola virus                               | [ 85 ]        |
| 1980 | human T-lymphotropic virus 1              | [ 86 ]        |
| 1982 | human T-lymphotropic virus 2              |               |
| 1983 | HIV                                       | [ 87 ]        |
| 1986 | herpesvirus umano 6                       | [ 88 ]        |
| 1989 | virus dell'epatite C                      | [ 89 ]        |
| 1990 | virus dell'epatite E, herpesvirus umano 7 | [ 90 ]        |
| 1994 | henipavirus                               | [ 91 ]        |
| 1997 | Anelloviridae                             | [ 92 ]        |